# Gazeta Ubezpieczeniowa
Gazeta Ubezpieczeniowa – ogólnopolski, specjalistyczny tygodnik, założony przez Infor PL w styczniu 1999 r., poświęcony rynkowi ubezpieczeniowo-finansowemu. Od 1 stycznia 2004 r. wydawany jest przez Agencję Wydawniczo-Promocyjną Opoka, firmę poprzedniej red. naczelnej dr Bożeny Dołęgowskiej-Wysockiej, właścicielki prawa do tytułu.
Gazeta przeznaczona jest dla osób zawodowo zajmujących się ubezpieczeniami: brokerów, agentów, doradców finansowych i inwestycyjnych. Czyta go kadra zarządzająca i specjaliści towarzystw ubezpieczeniowych, funduszy emerytalnych i inwestycyjnych, oraz banków.
Nakład 3,9–5,5 tys. Każdorazowy nakład podawany jest na przedostatniej stronie gazety.
Cena: 7,40 zł (0% VAT).

## Rada programowa
Skład rady programowej „Gazety Ubezpieczeniowej”:
- dr Bożena M. Dołęgowska-Wysocka – poprzednia redaktor naczelna, właściciel i wydawca
- Małgorzata Kaniewska – prezes – Polska Izba Brokerów
- Jacek Kliszcz – prezes – Stowarzyszenie Polskich Brokerów Ubezpieczeniowych i Reasekuracyjnych
- Tomasz Mintoft-Czyż – prezes – Polska Izba Ubezpieczeń
- prof. dr hab. Jan Monkiewicz – profesor – Politechnika Warszawska, b. przewodniczący KNUiFE
- dr Stanisław Nowak – prezes – Izba Gospodarcza Ubezpieczeń i Obsługi Ryzyka
- dr Stanisław Rogowski – b. Rzecznik Ubezpieczonych
- Adam Sankowski – prezes – Polska Izba Pośredników Ubezpieczeniowych i Finansowych
- Elżbieta Turkowska-Tyrluk – prezes – Ubezpieczeniowy Fundusz Gwarancyjny
- Mariusz W. Wichtowski – prezes zarządu – Polskie Biuro Ubezpieczycieli Komunikacyjnych

## Działania
Gazeta Ubezpieczeniowa prowadziła pod patronatem KNUiFE Europejską Akademię Ubezpieczeń, uwieńczoną coroczną publikacją „Złotej Księgi Ubezpieczeń” (2002, 2003, 2004, 2005) oraz galą z laureatami.
W 2006 r. EAU połączyła się z Europejską Akademią Planowania Finansowego, szkolącą profesjonalnych doradców finansowych zgodnie ze standardami Unii Europejskiej.
Od 2003 r. „Gazeta” wydaje rocznik „Złotą Księgę Finansów”.
Od 2002 r. nadaje tytuł Człowieka Roku Ubezpieczeń. Dotychczas tytułem tym zostali wyróżnieni:
- prof. dr. Stanisław Rogowski – b. Rzecznik Ubezpieczonych
- prof. dr. hab. Jan Monkiewicz – przewodniczący KNUiFE
- Tomasz Mintoft-Czyż – Prezes Polskiej Izby Ubezpieczeń
- prof. dr hab. Tadeusz Szumlicz
- Szkoła Główna Handlowa w Warszawie oraz Franz Fuchs, prezes Vienna Insurance Group Polska

Nagrodzeni tytułem wchodzą w skład kapituły.

## Działy
Stałe działy:
- Aktualności ubezpieczeniowe i finansowe z kraju i świata
- Finanse
- Rynek i usługi, w tym: ubezpieczenia majątkowe, osobowe, życiowe, OFE, TFI, bancassurance
- Agent – broker – akwizytor
- Szkolenia
- Ratingi, analizy
- Interwencje
- Specjalne dodatki zawierające raporty, komentarze, analizy.